# 向川桜子
向川 桜子（むこうがわ さくらこ、1992年1月20日 - ）は、秋田県横手市出身のアルペンスキー選手。主に大回転や回転競技に出場している。富士フイルムBI秋田株式会社所属。2022年北京冬季五輪アルペンスキー日本代表。

## 略歴
横手市立朝倉小学校、横手市立鳳中学校（現・横手市立横手北中学校）を卒業。秋田県立角館高等学校進学後は国体の大回転で優勝、卒業後は早稲田大学教育学部教育学科に進学し全日本学生選手権や全日本選手権の回転を制しユニバーシアードに日本代表として3回出場、ワールドカップにも初参戦した。2014年同大学を卒業、現在は富士フイルムBI秋田株式会社に所属している。
2017年、初のオリンピック出場を懸けた平昌五輪選考試合では、スタート直後にスキー板がはずれるアクシデントで失格となりオリンピック出場は叶わなかった。
2021-22年シーズン、12月にオーストリアのリエンツで行われたワールドカップの女子回転で27位に入るなど実績は残していたものの、当初は代表からもれていたが、国際スキー連盟による出場枠の再配分で日本の枠が増え追加での代表内定が決まり大回転と回転で悲願の北京冬季オリンピック出場を決めた。アルペン競技に秋田県関係選手が出場するのはこれが初めてとなる。大回転が31位、回転が35位だった。

## 人物
好きな食べ物は白米と納豆、麺類。
らーめんヴ会長を名乗るなど、無類のラーメン好き。
性格は明るく、社交的である。
趣味はゴルフと旅行。
ゴルフでは基本的にレギュラーティからプレーをし、男子顔負けの飛距離を出す。 
旅行のエピソードでは、友人と南国に行った時に現地人に間違えられる、など逸話が多々ある。
ノルディック複合の渡部善斗とクロスカントリースキーの宮沢大志は早稲田大学時代にスキー部の同級生であり2022年の北京オリンピックでは久々の再会となった。大学時代、宮沢とは飲み仲間の間柄だった。渡部善と宮沢は現在も一緒に練習することがあるが、向川は卒業後は同期会を含め、同じ場所に集まることはなかったという。
レースで使用するヘルメットは桜と祖父がしたためた毛筆の名前が施された特注のデザインである。
北京五輪に合わせ完成したヘルメットを海外に送ろうとしたがコロナ禍で物流が大混乱しており、未着になる可能性があったが、スポンサーやスキー仲間の努力により、無事本人の手元に届いた。